# Дело врачей
Дело врачей (дело врачей-вредителей или врачей-отравителей), в материалах следствия дело о сионистском заговоре в МГБ, также дело Абакумова — сфабрикованное советскими властями уголовное дело против группы видных советских врачей, обвиняемых в заговоре и убийстве ряда советских лидеров. Истоки кампании относятся к 1948 году, когда врач Лидия Тимашук на основании электрокардиограммы диагностировала у Жданова инфаркт миокарда.
В тексте официального сообщения об аресте, опубликованного в январе 1953 года, было объявлено, что «большинство участников террористической группы (Вовси М. С., Коган Б. Б., Фельдман А. И., Гринштейн А. М., Этингер Я. Г. и другие) были связаны с международной еврейской буржуазно-националистической организацией „Джойнт“, созданной американской разведкой якобы для оказания материальной помощи евреям в других странах». В связях с этой же организацией ранее были обвинены и проходившие по делу Еврейского Антифашистского комитета. Огласка дела местами приобрела антисемитский характер и влилась в более общую кампанию по «борьбе с безродным космополитизмом», проходившую в СССР в 1947—1953 годах.
После ареста группы врачей кампания приняла общесоюзный характер, но закончилась после смерти Сталина в начале марта того же года. 3 апреля арестованные по «делу врачей» были освобождены, восстановлены на работе и полностью реабилитированы.

## Предыстория
«Дело врачей» стало кульминацией политики, проводившейся в СССР в предыдущие годы.
Начиная с 1948 года в СССР уже шла кампания по борьбе с космополитизмом, которая приобрела антисемитские формы, поскольку в роли так называемых «безродных космополитов» чаще всего оказывались люди с еврейскими фамилиями. Появились негласные указания не допускать евреев на ответственные посты.
В 1952 году расстрелом 13 известных еврейских общественных деятелей и репрессиями в отношении более 100 человек завершилось дело Еврейского антифашистского комитета. Среди жертв этого дела был главный врач больницы им. Боткина Б. А. Шимелиович. Ранее в СССР проходили процессы, в которых врачи обвинялись в умышленном убийстве пациентов, в частности Третий московский процесс (1938), где среди подсудимых были трое врачей (И. Н. Казаков, Л. Г. Левин и Д. Д. Плетнёв), обвинявшиеся в убийствах Горького и других.
Кроме того, в странах Восточной Европы прошёл ряд политических судебных процессов, на которых кроме обычных обвинений в «предательстве» и планах «реставрации капитализма» добавилось новое — «сионизм». В ноябре 1952 года на процессе в Чехословакии, где подсудимыми проходили 13 человек, из них 11 евреев, включая Генерального секретаря ЦК КПЧ Рудольфа Сланского, было оглашено обвинение в покушении на убийство президента республики и одновременно Председателя КПЧ К. Готвальда при помощи «врачей из враждебного лагеря».

## Сообщение о начале дела

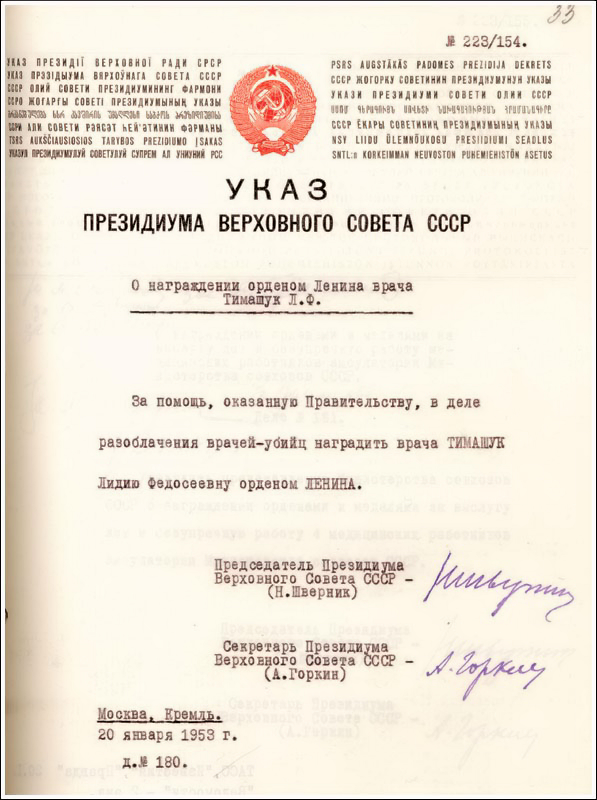
Указ от 20.01.1953 о награждении Л. Тимашук Орденом Ленина за «разоблачение врачей-убийц»

Проект сообщения ТАСС и материалов СМИ (в частности, газеты «Правда») об аресте группы «врачей-вредителей» был утверждён 9 января 1953 года на заседании Бюро Президиума ЦК КПСС. Руководителем секретариата И. В. Сталина А. Н. Поскрёбышевым секретарю ЦК КПСС и руководителю отдела пропаганды и агитации Н. А. Михайлову была направлена служебная записка:
«Т. Михайлову. Посылаю 1 экз. "хроника" арест врачей-вредителей для помещения в газетах на 4-й полосе справа»
Сообщение об аресте врачей и подробности «заговора» появились в статье без подписи «Подлые шпионы и убийцы под маской профессоров-врачей», опубликованной в «Правде» 13 января 1953 года. Статья, как и правительственное сообщение, делала упор на сионистский характер дела: «Большинство участников террористической группы — Вовси, Б. Коган, Фельдман, Гринштейн, Этингер и другие — были куплены американской разведкой. Они были завербованы филиалом американской разведки — международной еврейской буржуазно-националистической организацией „Джойнт“. Грязное лицо этой шпионской сионистской организации, прикрывающей свою подлую деятельность под маской благотворительности, полностью разоблачено». Далее действия большинства арестованных увязывались с идеологией сионизма и возводились к уже фигурировавшему в деле Еврейского Антифашистского комитета тайно убитому сотрудниками МГБ СССР в 1948 году Соломону Михоэлсу.
Героем, изобличившим убийц в белых халатах (популярный пропагандистский штамп этой кампании), пропаганда представила Лидию Тимашук — врача, обращавшуюся в ЦК с жалобами на неправильное лечение Жданова ещё в 1948 году. «За помощь в деле разоблачения врачей-убийц» она была награждена орденом Ленина.

## Следствие по делу
Начиная с 1952 года «Дело врачей» разрабатывалось органами МГБ под руководством подполковника М. Д. Рюмина, написавшего в 1951 году донос Сталину о «сионистском заговоре» в органах госбезопасности.
29 октября 1952 г. Игнатьев доложил Сталину, что специалисты-медики подтвердили факт преступного лечения кремлёвских руководителей. Сталин немедленно дал санкцию на арест главных «заговорщиков».
Сталин ежедневно читал протоколы допросов. Он требовал от МГБ максимальной разработки версии о сионистском характере заговора и о связях заговорщиков с английской и американской разведками через «Джойнт» (американская еврейская благотворительная организация). Он угрожал новому министру госбезопасности С. Игнатьеву, что если тот «не вскроет террористов, американских агентов среди врачей», то он будет арестован, как его предшественник Абакумов: «Мы вас разгоним, как баранов». В октябре 1952 года Сталин давал указания применять к арестованным врачам меры физического воздействия (то есть пытки). 1 декабря 1952 года Сталин заявил (в записи члена Президиума ЦК В. А. Малышева): «Любой еврей-националист — это агент американской разведки. Евреи-националисты считают, что их нацию спасли США… Среди врачей много евреев-националистов».
С 6 ноября 1952 г. по указанию Рюмина в камерах Лубянки ввели круглосуточное содержание узников в металлических наручниках. Причём в дневное время руки заковывались за спиной, а в ночное — спереди. Однако заключённые упорствовали. Их доставили в Лефортовскую тюрьму и избили резиновыми палками (во Внутренней тюрьме на Лубянке ещё не было приспособленного для пыток помещения). 15 ноября 1952 г. Игнатьев доложил Сталину, что к Егорову, Виноградову и Василенко применены меры физического воздействия, для чего подобраны… два работника, могущие выполнять специальные задания (применять физические наказания) в отношении особо важных и опасных преступников. Чтобы в дальнейшем не тратить время на транспортировку узников в Лефортово, в декабре 1952 г. начальник Внутренней тюрьмы А. Н. Миронов оборудовал пыточную в своём кабинете.
24 ноября 1952 г. первый заместитель министра госбезопасности С. А. Гоглидзе доложил Сталину: Собранными документальными доказательствами и признаниями арестованных установлено, что в ЛСУК действовала террористическая группа врачей — Егоров, Виноградов, Василенко, Майоров, Фёдоров, Ланг и еврейские националисты — Этингер, Коган, Карпай, стремившиеся при лечении сократить жизни руководителей Партии и Правительства. Тем не менее, Сталин продолжал оказывать давление на МГБ, требуя усиления «оперативно-следственной активности» по делу. В результате в январе начались новые аресты медиков.

## Обвиняемые
В сообщении ТАСС от 13 января говорилось о 9 «заговорщиках, участниках террористической группы»:
1. Вовси М. С. — профессор, врач-терапевт;
2. Виноградов В. Н. — профессор, врач-терапевт;
3. Коган М. Б. — профессор, врач-терапевт;
4. Коган Б. Б. — профессор, врач-терапевт;
5. Егоров П. И. — профессор, член-корреспондент АМН, врач-терапевт, ведущий врач Сталина[19];
6. Фельдман А. И. — профессор, врач-отоларинголог;
7. Этингер Я. Г. — профессор, врач-терапевт;
8. Гринштейн А. М. — профессор, академик АМН, врач-невролог;
9. Майоров Г. И. — врач-терапевт.

Они были арестованы в период с июля 1951 по ноябрь 1952 года. Помимо них по «делу врачей» были арестованы ещё многие, в том числе создатель и хранитель забальзамированного тела Ленина профессор Б. И. Збарский (декабрь 1952 года), писатель Лев Шейнин (февраль 1953 года).
Большинство обвиняемых были евреями, в том числе арестованные чуть позднее врачи:
- Н. А. Шерешевский (врач-эндокринолог, профессор),
- M. Я. Серейский (психиатр, профессор),
- Я. С. Тёмкин (отоларинголог, профессор),
- Э. М. Гельштейн (терапевт, профессор),
- И. И. Фейгель (гинеколог, профессор),
- С. Е. Незлин (фтизиатр, профессор),
- В. Е. Незлин (терапевт, профессор),
- С. Е. Карпай (терапевт, заведующая кабинетом функциональной диагностики Крёмлевской больницы),
- Н. Л. Вильк (доцент),
- Е. Ф. Лифшиц (педиатр),
- Б. И. Збарский (биохимик, профессор);
- Я. Л. Рапопорт (патологоанатом, профессор),
- Л. Х. Кечкер (терапевт, профессор),
- В. М. Коган-Ясный (терапевт, профессор), и другие.

Также в ходе дела пострадали советские врачи других национальностей:
- А. А. Бусалов (хирург, профессор)[20];
- В. В. Закусов (фармаколог, профессор);
- В. Ф. Зеленин (терапевт, академик АМН СССР);
- Б. С. Преображенский (отоларинголог, академик АМН СССР);
- В. Х. Василенко (терапевт, профессор);
- А. Н. Фёдоров (патологоанатом)[21];
- Н. А. Попова (невролог, профессор)[22].

К делу посмертно были привлечены М. Б. Коган, М. И. Певзнер и Б. А. Шимелиович. Утверждалось, что арестованные действовали по заданию «еврейской буржуазно-националистической организации „Джойнт“». Участником заговора был назван и убитый по приказу Сталина за пять лет до этого известный актёр С. М. Михоэлс, двоюродный брат одного из арестованных врачей, главного терапевта Советской Армии генерал-майора медицинской службы М. С. Вовси.

## Резонанс

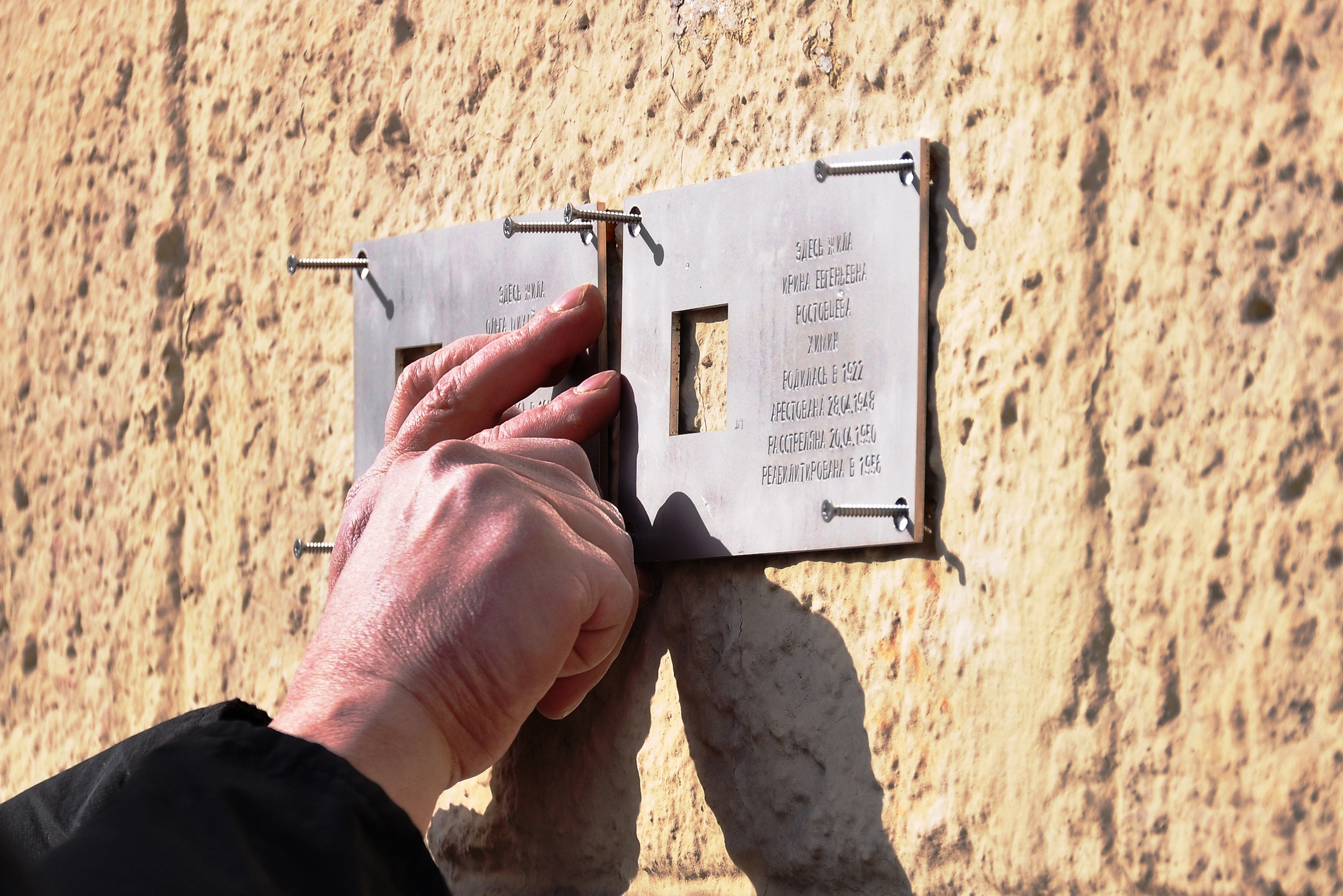
Закрепление последнего адреса в память о медике Ольге Михайловне Ростовцевой и её дочери Ирине Евгеньевне Ростовцевой, расстрелянных в 1950 году по обвинению в «шпионаже» в связи с тем, что мать работала в подвергшемся «чистке» Лечебно-санитарном управлении Кремля

«Дело врачей» вызвало преследования родственников и сослуживцев арестованных, а также волну антисемитских настроений по всей стране. В отличие от предыдущей кампании против «космополитов», в которой евреи, как правило, скорее подразумевались, чем назывались прямо, теперь пропаганда прямо указывала на евреев. 7 февраля в «Правде» был опубликован установочный фельетон «Простаки и проходимец», где евреи изображались в виде мошенников. Вслед за ним советскую прессу захлестнула волна фельетонов, посвящённых разоблачению истинных или мнимых тёмных дел лиц с еврейскими именами, отчествами и фамилиями. Самым «знаменитым» среди них стал фельетон Василия Ардаматского «Пиня из Жмеринки», опубликованный в журнале «Крокодил» 20 марта 1953 г., уже после смерти Сталина.
Как отмечает доктор исторических наук Борис Клейн, сразу после сообщения ТАСС 13.01.1953 об аресте 9 врачей, «в американских верхах складывалось мнение, что… Это может быть началом радикальной чистки, наподобие чисток в СССР 1930-х годов… Вполне возможно, Сталин намерен ликвидировать более молодых и властолюбивых политиков из своего окружения, например Л. П. Берию».
Константин Симонов много лет спустя записывал: «„Врачи-убийцы“ — страшнее, кажется, придумать было невозможно. Всё было рассчитано на огромный резонанс. В общем было ощущение, что последствия всего этого могут оказаться поистине невообразимыми».
Леонид Смиловицкий пишет, что кампания по нагнетанию массового психоза и антисемитизма была предназначена для зондажа общественного мнения по отношению к репрессиям не только к конкретным обвиняемым, но и евреям вообще.

## Прекращение дела
Бывший следователь по особо важным делам МГБ СССР Николай Месяцев утверждал, что был назначен разобраться с делом врачей по поручению Сталина. Он сказал:

Искусственность сляпанного «дела врачей» обнаруживалась без особого труда. Сочинители даже не позаботились о серьёзном прикрытии. Бесстыдно брали из истории болезни высокопоставленного пациента врождённые или приобретённые с годами недуги и приписывали их происхождение или развитие преступному умыслу лечащих врачей. Вот вам и «враги народа»
Он утверждает, что он и его коллеги приступили к работе по надзору за этим делом через 6 дней после объявления в СМИ о начале дела врачей, то есть 19 января. Согласно этой версии, в середине февраля было подготовлено заключение, что дело сфальсифицировано. По словам Месяцева, все попытки привязать его прекращение к смерти Сталина в начале марта являются спекуляцией. Однако при этом вал обвинений против врачей и антиеврейских публикаций в печати с середины февраля нарастал и прекратился лишь через некоторое время после смерти Сталина.
Доктор исторических наук Геннадий Костырченко, опровергая утверждения Месяцева, пишет, что Сталин не просто контролировал, но и лично направлял расследование по этому делу, требуя «раскрыть» не столько вредительское лечение, сколько шпионаж и террор. Сразу же после расправы над 11 чехословацкими руководителями, казнёнными по делу Сланского, где также использовались мотивы «вредительского лечения», 4 декабря Сталин вынес на рассмотрение президиума ЦК вопрос «О положении в МГБ и вредительстве в лечебном деле». Костырченко считает, что развязывая публичную пропагандистскую кампанию, Сталин готовил публичный политический процесс. Он пишет, что отмену дела инициировал 13 марта (то есть через неделю после смерти Сталина) Лаврентий Берия.
Высказывалось мнение, что уже 2 марта антисемитская кампания в прессе была свёрнута. Однако ещё 15 марта в «Правде», в номере 74-12642, появилась статья Я. Калнберзина, посвящённая бдительности, необходимой, якобы, в связи с широкой шпионской деятельностью США против СССР. В качестве доказательства приводились злодеяния орудовавших в СССР врачей-вредителей, «продавшихся рабовладельцам-людоедам из США и Англии». Антисемитский фельетон В. Ардаматского «Пиня из Жмеринки» был опубликован в журнале «Крокодил» 20 марта.
Геннадий Костырченко писал, что все арестованные по «делу врачей» были освобождены 3 апреля и восстановлены на работе. Однако Яков Раппопорт утверждал, что арестованный позже основной группы подозреваемых психиатр Марк Серейский был отпущен только в конце апреля.
Было официально объявлено (4 апреля), что признания обвиняемых были получены при помощи «недопустимых методов следствия». Разрабатывавший «дело врачей» подполковник М. Д. Рюмин (к тому времени уже уволенный из органов госбезопасности) был немедленно арестован по приказу Берии; впоследствии, уже в ходе хрущёвских процессов над исполнителями репрессий, был расстрелян (7 июля 1954 года).
6 апреля в «Правде» появилась большая редакционная статья на первой странице. В материале, озаглавленном «Советская социалистическая законность неприкосновенна», ещё раз сообщалось о снятии клеветнических обвинений с врачей и об арестах работников следствия, о чём в предыдущем заявлении говорилось без подробностей. Главными виновниками были названы бывший министр государственной безопасности С. Д. Игнатьев и его подчиненный — начальник следственной части Михаил Рюмин.

## Слухи о погромах и депортации
Вызывавшее столь сильный общественный резонанс дело могло закончиться соответствующей кульминацией. Ходили слухи, что основных обвиняемых предполагалось публично казнить на Красной площади. Яков Яковлевич Этингер — сын умершего в тюрьме профессора Я. Г. Этингера — также свидетельствует, что много позже после смерти Сталина Булганин в разговоре с ним подтвердил, что суд над врачами намечался в середине марта 1953 года, осуждённых планировалось публично повесить на центральных площадях крупных городов СССР — примерно таким образом закончилось «дело Сланского» в начале декабря 1952 в Чехословакии.
Существует версия, согласно которой громкий процесс врачей должен был стать сигналом для массовых антисемитских кампаний и депортации всех евреев в Сибирь и на Дальний Восток. На фоне провоцируемых советской пропагандой внезапно вспыхнувших антисемитских настроений среди населения, депортация должна была выглядеть как «акт гуманизма» — спасение евреев от «народного гнева», погромов и самосуда.
По некоторым документально не подтверждённым данным было подготовлено письмо, которое должны были подписать видные деятели советской культуры и суть которого сводилась к следующему: «Мы призываем советское руководство оградить предателей и безродных космополитов еврейского происхождения от справедливого народного гнева и поселить их в Сибири»; по сведениям из других источников и воспоминаний современников это письмо должно было быть подписано именитыми советскими евреями, включая Кагановича (ряд источников сообщает, что в феврале 1953 года в Москве историк И. И. Минц и журналист Я. С. Хавинсон уже начали сбор подписей под подобным документом; ранее по указанию ЦК КПСС уже было подготовлено «Письмо советских евреев в газету „Правда“»). Бенедикт Сарнов приводит письмо Эренбурга, адресованное Сталину, в котором он якобы уточняет целесообразность такого шага.
Предполагалось, что советское руководство должно благосклонно отозваться на эту просьбу. Есть многочисленные свидетельства современников о том, что слухи о депортации циркулировали по Москве сразу после сообщения о начале дела врачей.

Доктор Костырченко сказал мне: «Конечно, проживи он [И. В. Сталин] ещё несколько лет, до этого [депортации советских евреев] вполне могло бы дойти»— Самсон Мадиевский
Многие исследователи, не отрицая антисемитской сущности «дела врачей», ставят под серьёзное сомнение существование планов депортации евреев. Подробное исследование данного вопроса (с привлечением архивных материалов) см. в статье исследователя советского государственного антисемитизма Геннадия Костырченко. Жорес Медведев в своей книге «Сталин и еврейская проблема» также пишет, что существование упоминаемого во многих книгах плана депортации евреев не подтверждается какими-либо архивными документами.

## Влияние и последствия
По мнению религиоведа Р. А. Силантьева, «борьба с врачами-вредителями в 1953 году имела далеко идущие последствия — миллионы людей стали искать вредителей в ближайших больницах и отказываться от медицинской помощи, возникли мифы о смертельных „жидомасонских“ прививках и режущих пищевод спиралях, запрессованных в таблетки. Немало людей тогда погибло от недополученной медпомощи, а кое-кого и линчевали за „вредительство“».
В 1953 году академик В. А. Обручев из-за последствий не мог помочь выселенным из Москвы геологам:

…в журнале «Новое Время» № 4 появилась статья о вскрытии группы врачей, которые по поручению американцев занимались отравлением большевистских партийных работников, что ими выполнено в отношении Жданова и Щербакова. Это событие вызвало тяжелое настроение, усилило бдительность властей и несомненно ограничение Вашего места жительства, неожиданно возникшее в конце ноября, было одним из последствий открытия этих вредителей. <…> В партийных сферах, а также во врачебных кругах заметна большая настороженность со времени обнаружения этих вредителей.

## Историография
В кандидатской диссертации А. С. Кимерлинг отмечается, что изучение этой темы в СССР стало возможным лишь на исходе перестройки. На первом этапе в конце 1980-х годов были опубликованы записки, очерки, размышления непосредственных участников политической кампании, прежде всего, жертв. В журнальных материалах были представлены версии как проводников, так и жертв кампании. Начал формироваться политологический анализ. На втором этапе в 1990-х годах начались глубокие исторические исследования. Был опубликован ряд архивных документов, монографии и отдельные статьи. Тема затрагивалась в исследованиях более широкого плана в области современной истории, а также социологии и политологии. Авторами наиболее важных научных монографий по теме Кимерлинг называет Геннадия Костырченко, Джонатана Брента, Владимира Наумова, Жореса Медведева, особо выделяя две книги Костырченко — «В плену у красного фараона» и «Тайная политика Сталина».